# Nici un zeu în cosmos
Nici un zeu în cosmos: culegere de texte de anticipație pe teme ateiste este o colecție de povestiri științifico-fantastice editată de scriitorii români Mihai Bădescu și Alexandru Mironov.  A apărut în 1985 la Editura Politică.  Conține povestiri românești (Kernbach, Ceaușu, Jurist, Păun, Grămescu, Rohgoz) și străine (Sheckley, Clarke, Varșavski, Bradbury etc.).

## Cuprins
- „Argument”, eseu de Alexandru Mironov
- „Planetă ieftină”, ficțiune scurtă de Robert Sheckley (traducere a Budget Planet, 1968)
- „Steaua”, ficțiune scurtă de Arthur C. Clarke (traducere a The Star, 1955)
- „Bucla de histerezis”, ficțiune scurtă de Ilia Varșavski (traducere a Петля гистерезиса, 1968)
- „Dar ce este universul”, ficțiune scurtă de Victor Kernbach
- „Convertirea”, ficțiune scurtă de Harry Harrison
- „Un aspect fundamental al opțiunii”, ficțiune scurtă de Ovidiu Bufnilă
- „Marțianul”, ficțiune scurtă de Ray Bradbury (traducere a The Martian, 1949, The Martian Chronicles)
- „Din amintirile lui Lijon Tichy”, ficțiune scurtă de Stanisław Lem (Ijon Tichy)
- „Când zeii plâng...”, ficțiune scurtă de George Ceaușu și Dan Merișca
- „A noastră-i fericirea veșnică”, ficțiune scurtă de Philippe Curval (traducere a Nous avions tous décidé d'être heureux, 1986)
- „Altarul zeilor stohastici”, ficțiune scurtă de Adrian Rogoz (1970)
- „Ereticul cardinal Collarmino”, ficțiune scurtă de Eduard Jurist (1966)
- „Răspunsul”, ficțiune scurtă de Fredric Brown (traducere a Answer, 1954)
- „Căderea nopții”, ficțiune scurtă de Isaac Asimov (traducere a Nightfall, 1941)
- „Arclantida”, ficțiune scurtă de Cristian Tudor Popescu
- „Sub cenuși”, ficțiune scurtă de Gérard Klein (traducere a Sous les cendres, 1973)
- „Piatra Soarelui”, ficțiune scurtă de Gheorghe Păun (1984)
- „Cunoscătorii”, ficțiune scurtă de Mihail Grămescu